# クイズ!時の扉
『クイズ!時の扉』（ クイズ ときのとびら）は、TBS系列毎週木曜23:30 - 23:55(JST)の「吉崎金門海峡」枠で放送されていたクイズ番組である。正式名称は『時間制限プレッシャークイズ 時の扉』である。ハイビジョン制作。

## 概要
2008年11月30日に『ドニーチョ!』枠（14:00～15:30）でパイロット版が放送された後、2009年4月9日から吉崎金門海峡枠でレギュラー放送が開始された。前週の4月2日にも、それに先駆けた1時間半の特番が放送された。
本番組の直後にTBSなど一部地域の局では、同じく加藤司会の『クイズの扉』が放送されており、『クイズの扉』も本番組のスタッフが共通している。
2009年6月4日に番組のテコ入れを2度（個人戦→再び団体戦）行ったが、同年9月24日をもって本番組は終了。また、同年10月1日から2010年3月18日まで放送された後番組『Take Me Out』も引き続き加藤浩次が司会を務めた。

## 出演者

### 司会
- 加藤浩次…扉の管理人という役割。
- 中田有紀…4月2日放送分から、司会を務める。加藤の秘書という役割。
- 岡村仁美（TBSアナウンサー）…パイロット版での司会。

## パイロット版（2008年11月30日放送）
1人ずつ挑戦していく個人戦。
さまざまな時間制限のある5つの扉（ステージ）に、順番に挑戦。一度でも失敗をすれば、その時点でゲームオーバーとなる。
最後の扉をクリアしたら、賞金100万円を獲得できた。
ただし、挑戦者8人全員が第3の扉までに失敗したため、最後にエキシビジョンマッチとして、8人でチームを組んで挑戦（後にレギュラー版初期のルールの原型となる）。ようやく最後の扉まで進んだが、完全制覇には至らなかった。

## 4月2日 - 5月28日放送分
5人のゲストが1チームとなり、協力してさまざまな時間制限のある5つの扉（ステージ）を、順番に挑戦する団体戦。
各ステージは、チームの代表者1名が挑戦。成功すれば次の扉へ進めるが、失敗した場合スタジオのモニターが「MISS」と表示され、ライフポイントを1個失った上で、再び同じ扉に挑まないといけない。また、一度代表者になったメンバーは、5人全員がそれぞれ1度代表を務めるまで、再び挑戦することはできない。なお、クイズ直前に加藤が代表者に対し、無茶振りや暴露などで揺さぶりをかけ、代表者が動揺しているうちにクイズをスタートさせるのが恒例になっている。
あらかじめ支給された3個のライフポイントを、第4の扉「45秒の世界」までにすべて失った（「MISS」を3回犯した）ら、その時点でゲームオーバーとなる。
最後の扉「60秒の世界」は残したライフポイントの数に関係なく、一発勝負。成功なら賞品（事前に希望した国への海外旅行）を獲得、失敗ならゲームオーバーとなる。
以上基本ルールとなるが、まだ代表者としてクイズに挑戦していないゲストを残したままゲームオーバーになってしまったら「泣きの1回」で残ったゲストがクイズに挑戦したり、通常は代表者1人のところを2人がかりでクイズに挑んだり、同一のチームが2週連続で挑戦したりと、場合に応じて特別ルールが追加される事もあった。

## 6月4日 - 7月9日放送分
パイロット版と同じルールの個人戦に戻る。
賞品は海外旅行のままだが、行き先は番組側が決めるようになった（過去には、グァム、サイパンなど）。7月2日・9日放送分は、お小遣い100万円も副賞として追加（賞金が実質復活）された。
1回の収録分を2週に分けて放送する都合、既に前回放送分で挑戦したゲストや、逆に次回放送分で挑戦するゲストが映ることもある。
6月4日 - 25日放送分は、6人のゲストの挑戦を1週当たり3人ずつに振り分けて放送。7月2日・9日放送分は、セット外の控えスペースから1人ずつ、ゲストがセットに入場して挑戦するという形式をとっており、2週合わせて4人＋トリオ1組のゲストが挑戦した。

### 第1の扉
「5秒の世界」
- 画像を用いた2択問題が、10問連続で出題される。
- 1問の制限時間は5秒。5秒以内に、1・2正しいと思う方の番号を口頭で答える（答えの内容を直接言うと、「番号で答えて!」と注意される）。
- 一度答えると、後から変更はできない。
- 10問中8問正解でクリア。3問不正解でクリアできないことが確定したら、その時点で終了となる。

### 第2の扉
「10秒の世界」（パイロット版及び2009年4月16日 - 5月28日放送分）
- 5つの選択肢の内正解が2個ある五者択二問題が、5問連続で出題される。
- 1問の制限時間は10秒。10秒以内に、正しいと思う選択肢の番号2つを口頭で答える（「5秒の世界」同様、一度答えると後から変更はできない）。
- 5問中3問正解でクリア。3問不正解でクリアできないことが確定したら、その時点で終了となる。

「3秒の世界」（6月4日 - 6月25日放送分）
- 最初にテーマ（2つの選択肢）を発表。矢継ぎ早に表示される言葉や写真はどちらの選択肢に該当するのか、口頭で答える。
- 1問の制限時間は3秒で、15問連続で出題される。
- 15問中10問正解でクリアとなる。

「新・10秒の世界」（7月2日放送分以降）
- （事前に番組側がリサーチした）挑戦者の得意ジャンルから、択一問題が5問連続で出題される。
- 問題の選択肢の数は、問題が進むたびに増えていく。
  - 1問目→2択、2問目→4択、3問目→6択、4問目→8択、5問目→10択。
- 1問の制限時間は10秒。10秒以内に、正しいと思う選択肢を口頭で答える（「5秒の世界」同様、一度答えると後から変更はできない）。
- 5問中4問正解でクリア。最初の4問に全問正解しても5問目は出題される。

### 第3の扉
「30秒の世界」
- まず、問題番号1 - 9の中から選択。選んだ番号に応じた問題が出題される。
- 選んだ番号の数字がそのまま、扉をクリアするために答えなければならない正解の個数となっている。ただし、問題番号が小さい問題ほど、答える正解の個数は少ない分、難しい問題となっている。
- 制限時間30秒の間に、規定の数だけ正解を挙げることができればクリアとなる。

### 第4の扉
「45秒の世界」
- さまざまなタイプの問題が出題され、それを45秒以内に正解できればクリアとなる。なお、パイロット版と4月2日・9日放送分では、予め用意されたいくつかの問題タイプから、解答者が選ぶことができた。
  - サイコロ→スタートと同時に、シートが捲られて12面体のサイコロ（それぞれに写真が貼られている）が出現、さらにそのサイコロに関した問題も読み上げられる。挑戦者は、サイコロを手で回しながら正解を導き出し、分かった時点でボタンを押して、時計を止めてから、口頭で答える。
  - 間違い探し→左右2枚の写真を見比べて、右側の写真に1つだけある違う部分を丸で囲む。5問正解（2009年5月21日からは4問正解）でクリアとなる。
  - MUSIC4→共通のキーワードが曲名に含まれた5曲を同時に再生。5曲を聴き分け、その曲名を答える（分からない時は、ある程度その曲を唄えていれば、正解と認められる）。1曲分かる度に、ボタンを押して時計を止めてから解答し、正解なら、答えた曲を外した上で、再生を続ける。これを繰り返して、5曲中4曲を正解できればクリアとなる。
  - カードトーナメント→8個の単語で構成されたトーナメント表の最下段に、8つの単語が並んでいる。解答者の手元には6枚のカードがある。最下段の2つずつの単語の共通点を表すカードをその上に置き、さらに2段目のカードの2つずつの単語の共通点を表すカードをその上に置く。最終的に、3段目の2枚のカードの共通点が何であるか答える。例題では、2つの単語の共通点を答える問題でルールを説明していたが、実際に出題されたのは、2枚のカードに書かれている漢字一字にくっつけるとそれぞれ二字熟語になる共通の漢字を答える問題であった。
  - ナインカード→それぞれ項目が書かれた9枚のカードを、左から指定された順番に並べ替える。一旦並べ替え終わったら、ボタンを押して時計を止め、ジャッジ（判定）。正解している場所だけランプが点灯するので、残っている所のカードを再度並べ替える。これを繰り返して、45秒以内に9枚全て正しく並べられたらクリアとなる。
  - しりとリレー→スタートの単語からゴールの単語まで、しりとりで繋げていく。順番に単語を1個ずつ、ひらがなでボードに書いていき、45秒以内にゴールの単語までたどり着けばクリアとなる。
  - フラッシュクイズ→最初にテーマ（2つの選択肢）を発表。矢継ぎ早に表示される言葉や写真はどちらの選択肢に該当するのか、左右のボタンを押して答える。1問の制限時間は3秒で、15問連続で出題。15問中12問正解でクリアとなる（後の「3秒の世界」の原型となる）。
  - 漢字しりとり→基本的なルールは「しりとリレー」と同じ。ただし、しりとりで繋げる言葉が（辞書に載っている）二文字の熟語限定になっており、熟語に含まれる漢字でしりとりをしていく。

### 最後の扉
「60秒の世界」
- 一問一答の問題に、口頭で答える。なお2問目以降では、問題文に直前に出題された問題の正解である単語が含まれている。
- 1問に対して何回答えてもよい。また、パスを宣言して次の問題に流してもよい（こちらも回数制限はない）。
- 60秒以内に10問正解できれば賞品獲得、できなければ即ゲームオーバーとなる。

## 7月16日 - 9月10日放送分
再びゲスト5人がチームを組んで挑む団体戦になったが、ルール及びセットが抜本的に改められた。
まずは3ステージ行い、そこでFINALステージに用いる時間（秒数）を稼ぐ。
最後にFINALステージに挑んで、それをクリアできれば毎回異なる行き先の海外旅行（ハワイ、グァム、バリなど、南国が多い）を獲得。

### 7月16日 - 23日放送分のステージ
第1 - 第3ステージ「連帯責任クイズ」
- そのステージで出題される問題のジャンル及びそこから派生する5問のテーマを難易度別（レベル1 - 5）に発表。
- レベル1の問題から順番に、チームで相談して選ばれた代表者1人が口頭で問題に答える（そのステージで一度代表者になったメンバーを再び選ぶ事はできない）。出題される問題形式は、2 - 4択の選択問題や一問一答式の問題など。
- 正解なら次の問題に進めるが、不正解ならそのステージは終了。どのレベルまで正解出来たかに応じて、「最後の扉」（最終ステージ）の持ち時間が加算される。
  - レベル1→1秒、レベル2→5秒、レベル3→10秒、レベル4→25秒、レベル5→60秒。

最終ステージ「最後の扉」
- ルールは、前述の「60秒の世界」と同じだが、以下の変更点がある。
  - 制限時間は、先の3ステージで獲得した時間の合計。
  - チームの5人が、1人ずつ順番に解答。1問正解で次の人に交代、パス・不正解では解答権が移動しない。
  - 時間内に10問（2問×5人）正解でクリア、海外旅行獲得。

### 7月30日 - 8月27日放送分のステージ
第1ステージ「クイズレベルファイブ」
- 1つのテーマに沿った問題を、難易度順（レベル1 - 5）に5問出題。
- 5人は、問題に対して記述で答える。
- 1問ごとに、各レベルの規定人数（6－そのレベルの値）人以上正解していれば、5秒獲得。

第2ステージ「ファイブヒント」
- 出題されたクイズの正解を、提示される5つのヒントを基に当てる。
- 1ヒントごとに、5人は記述で答える。正解者はCLEAR、クイズから抜ける。不正解者は、次のヒントで答え直し。
- 全員がCLEAR（全員正解）したヒントの数に応じて、獲得できる秒数が異なる。
  - ヒント1→15秒、ヒント2→12秒、ヒント3→10秒、ヒント4→3秒（当初は5秒）、ヒント5→1秒（当初は3秒）、ヒント5でも全員CLEARできず→獲得秒数なし。
- 2問出題。

ボーナスステージ「ファイブチャレンジ」
- クイズを1問出題。ただし解答権を獲るには、1分以内に短い距離からのフリースローを成功させる、機械から打ち出されたピンポン球をラケットで返すなど、簡単なミッション（ゲーム）を5人連続で成功させないといけない。
- 正解なら10秒獲得。
- 8月27日放送分ではクイズが廃され、ミッション成功で即10秒獲得にルール変更された。

FINALステージ「最後の扉」
- 映像クイズ（ゲストの誰かの顔写真が何にモーフィングするかを当てる、ドアップからズームアウトしていく映像から何を映しているのかを当てるなど）。ただしVTRは、先の3ステージで獲得した秒数が経過した時点で停止する。
- 正解なら海外旅行獲得、不正解ならゲームオーバー。

### 9月3日 - 9月10日放送分のステージ
第1の扉「全員正解!瞬間判断クイズ」
- 1つのジャンルに沿った問題を、10問連続で出題。
- 5人は、問題に対して記述で答える。答える時間は、1問につき5秒。
- 5人全員が正解した問題1問につき、2秒（9月10日放送分は3秒）獲得。
- 2回挑戦。問題形式は、1回目が○×問題、2回目が正しい一文字を埋める穴埋め問題となっている。

第2の扉「全員正解!5ヒントクイズ」
- ルールは、前述の「ファイブヒント」と同じ。
- 全員がCLEAR（全員正解）したヒントの数に応じて、獲得できる秒数が異なる。
  - ヒント1→30秒（9月10日放送分は15秒）、ヒント2→20秒（9月10日放送分は12秒）、ヒント3→15秒（9月10日放送分は10秒）、ヒント4→10秒（9月10日放送分は3秒）、ヒント5→8秒（9月10日放送分は1秒）、ヒント5でも全員CLEARできず→獲得秒数なし。
- 2問（9月10日放送分は1問）出題。

第3の扉「残量タイム獲得チャンス!モーフィング・クイズ」
- ゲストの誰かの顔写真が、映像加工で別の何かに変化していくので、何に変わるかを早押しで答える。
- VTRの長さは、30秒。正解した時点での残り秒数が、そのまま加算される。
- 2回誤答したら、失敗。

最後の扉「目指せ海外旅行!スーパーズーム・クイズ」
- ドアップからズームアウトしていく映像を見て、何を映しているのかを当てる。ただしVTRは、先の3ステージで獲得した秒数が経過した時点で停止する。
- 正解なら海外旅行獲得、不正解ならゲームオーバー。

## 9月17日 - 9月24日放送分
5人のゲストが挑戦して、1ステージ毎に成績最下位者や失敗者が脱落していくサバイバル戦（個人戦）。
これまでの形式を踏襲した全4ステージに挑戦。第1・第2の扉は成績最下位者が、第3・最後の扉は失敗者が脱落、脱落者はCCDカメラ1台しか置かれていない「脱落者ルーム」に退けられる。
最後の扉をクリアすれば、海外旅行を獲得。

### ステージ一覧
第1の扉「5秒の2択問題」（「5秒の世界」を踏襲）
- 画像を用いた2択問題が、10問連続で出題される。
- 1問の制限時間は5秒。5秒以内に、1・2正しいと思う方の番号を口頭で答える（答えの内容を直接言うと、「番号で答えて!」と注意される）。
- 一度答えると、後から変更はできない。
- 1人ずつ挑戦して、正解数が最も少なかった1名が脱落。それ以外の上位4人は、第2の扉進出。

第2の扉「人名（名前）穴埋めクイズ!」（「全員正解!瞬間判断クイズ」を踏襲）
- 空欄に当てはまる一文字を埋めて、出題された人物や作品などの名前を答える。
- 出題は、3人の勝ち抜けが決まるまでノンストップで行われる。
- 4人は、問題に対して記述で答える。答える時間は、1問につき5秒。
- 5問正解した先着3名が勝ち抜け（第3の扉進出）、最後まで残った1人が脱落。

第3の扉「プレッシャークイズ」（「30秒の世界」を踏襲）
- 1人ずつ挑戦。
- まず、問題番号1 - 9の中から選択。選んだ番号に応じた問題が出題される。
- 選んだ番号の数字がそのまま、扉をクリアするために答えなければならない正解の個数となっている。ただし、問題番号が小さい問題ほど、答える正解の個数は少ない分、難しい問題となっている。
- 制限時間30秒の間に、規定の数だけ正解を挙げることができればクリア（最後の扉進出）、できなければ失敗（脱落）。

最後の扉（「60秒の世界」を踏襲）
- 一問一答の問題に、口頭で答える。なお2問目以降では、問題文に直前に出題された問題の正解である単語が含まれている。
- 1問に対して何回答えてもよい。また、パスを宣言して次の問題に流してもよい（こちらも回数制限はない）。
- 60秒以内に10問正解できれば海外旅行獲得、できなければ即ゲームオーバーとなる。

## 全ステージ成功者一覧

### 団体戦（番組開始 - 2009年5月28日）
2009年5月28日に映画『ROOKIES -卒業-』の出演者チームが全ステージクリア第1号を達成し、ハワイ旅行が贈られた。ちなみに前週の5月21日にも出場したが、このときは最終ステージで失敗していた。

### 個人戦(2009年6月4日 - 2009年7月9日)
完全制覇はいない。

### 団体戦リニューアル後（2009年7月16日 - ）
完全制覇はいない。

## スタッフ
- ナレーション：東地宏樹
- 構成：石原健次、鈴木工務店、木野聡、木南広明
- 問題作成：道蔦岳史、石川裕郁、高木英幸、かつ、北原ゆき、工藤幸、成瀬正人、中川ゆーすけ、江藤美明、中西美穂、藤澤雅孔
- TM：金澤健一
- TD：高松央
- CAM：小笠原朋樹
- VE：佐藤公幸
- 音声：相馬敦
- 照明：中田学、矢作和彦
- 美術プロデューサー：伊藤隆
- 美術デザイン：中村嘉邦
- 美術制作：川崎光紘
- 装置：高野勝之、内田聡子
- 装飾：田中秀和
- 電飾：西田和正、森田光俊
- メカシステム：濱口利行
- 音響効果：湊航史
- CG：glow
- 編集：遠藤毅
- MA：宮嶌宏道
- 編成：藤原麻知
- 公開：廣中信行、松元裕二
- 宣伝：河野裕之
- TK：野村佳乃子
- デスク：椿美希子
- AD：永山靖章、小林悦子、宮里良子、堀内真理恵、太田雄規、菊地和人
- キャスティング：小野由映子、石岡茂雄
- ディレクター：千葉博史、加藤学、中島彰人、柳信也、小林恵美、財津猛
- 演出・プロデューサー：神尾祐輔
- プロデューサー：岸田大輔
- チーフプロデューサー：安田淳
- 制作協力：D:COMPLEX
- 製作著作：TBS

### 過去のスタッフ
- 編成：三島圭太
- 音響効果：新谷隆生